# Acacia lachnophylla
Acacia lachnophylla är en ärtväxtart som beskrevs av Ferdinand von Mueller. Acacia lachnophylla ingår i släktet akacior, och familjen ärtväxter. Inga underarter finns listade i Catalogue of Life.